# Monnai
Monnai ist eine Ortschaft und eine ehemalige französische Gemeinde im Département Orne in der Region Normandie. Sie gehörte zum Arrondissement Mortagne-au-Perche und zum Kanton Rai.
Mit Wirkung vom 1. Januar 2016 wurden die bisherigen Gemeinden La Ferté-Frênel, Anceins, Bocquencé, Couvains, Gauville, Glos-la-Ferrière, Heugon, Monnai, Saint-Nicolas-des-Laitiers und Villers-en-Ouche zu einer Commune nouvelle mit dem Namen La Ferté-en-Ouche zusammengeschlossen und haben in der neuen Gemeinde den Status einer Commune déléguée mit 244 Einwohnern (Stand: 1. Januar 2022). Der Verwaltungssitz befindet sich im Ort La Ferté-Frênel.

## Lage
Nachbarorte von Monnai sind Le Sap im Nordwesten, Saint-Germain-d’Aunay und Verneusses im Norden, Saint-Laurent-du-Tencement im Osten, Villers-en-Ouche im Südosten und Heugon im Südwesten.

## Bevölkerungsentwicklung
| Jahr      | 1962 | 1968 | 1975 | 1982 | 1990 | 1999 | 2008 | 2015 |
| --------- | ---- | ---- | ---- | ---- | ---- | ---- | ---- | ---- |
| Einwohner | 319  | 324  | 269  | 197  | 227  | 222  | 215  | 239  |

## Sehenswürdigkeiten
- Kapelle Notre-Dame de Monnai
- Kapelle Notre-Dame-du-Vallet à Monnai
- Kirche Saint-Sauveur